# Драматический театр имени Сапармурата Ниязова
Главный драматический театр им. Сапармурата Туркменбаши Великого — самый крупный в Туркменистане театр. Комплекс зданий театра расположен в центре Ашхабада, на проспекте Махтумкули. Репертуар театра базируется в основном на пьесах классических и современных туркменских драматургов, спектакли звучат на туркменском языке. Театральная труппа состоит из народных и заслуженных артистов Туркменистана.

## История
Театр открылся в октябре 2005 года, и был назван в честь первого Президента Туркменистана Великого Сапармурата Туркменбаши. Здание построила французская компания Bouygues.